# مگنس گامنسن
مگنس گامنسن (انگلیسی: Magnús Guðmundsson; ۶ فوریهٔ ۱۸۷۹ – ۲۸ نوامبر ۱۹۳۷) سیاست‌مدار اهل ایسلند بود. وی از ۲۳ ژوئن ۱۹۲۶ تا ۸ ژوئیه ۱۹۲۶ نخست‌وزیر این کشور بود.
مگنس گامنسن در ۲۸ نوامبر ۱۹۳۷، در سن ۵۸ سالگی درگذشت.